# Valempoulières
Valempoulières – miejscowość i gmina we Francji, w regionie Burgundia-Franche-Comté, w departamencie Jura.
Według danych na rok 1990 gminę zamieszkiwało 175 osób, a gęstość zaludnienia wynosiła 11 osób/km² (wśród 1786 gmin Franche-Comté Valempoulières plasuje się na 569. miejscu pod względem liczby ludności, natomiast pod względem powierzchni na miejscu 185.).